# Puccinia taiwaniana
Puccinia taiwaniana ist eine Ständerpilzart aus der Ordnung der Rostpilze (Pucciniales). Der Pilz ist ein Endoparasit des Süßgrases Cyrtococcum patens. Symptome des Befalls durch die Art sind Rostflecken und Pusteln auf den Blattoberflächen der Wirtspflanzen. Sie kommt in Ostasien vor.

## Merkmale

### Makroskopische Merkmale
Puccinia taiwaniana ist mit bloßem Auge nur anhand der auf der Oberfläche des Wirtes hervortretenden Sporenlager zu erkennen. Sie wachsen in Nestern, die als gelbliche bis braune Flecken und Pusteln auf den Blattoberflächen erscheinen.

### Mikroskopische Merkmale
Das Myzel von Puccinia taiwaniana wächst wie bei allen Puccinia-Arten interzellulär und bildet Saugfäden, die in das Speichergewebe des Wirtes wachsen. Aecien oder Spermogonien der Art sind nicht bekannt. Die goldenen Uredien der Art wachsen beid- oder oberseitig auf den Blättern der Wirtspflanzen. Ihre gelben bis hell bräunlichen Uredosporen sind meist ellipsoid bis eiförmig, 20–24 × 17–19 µm groß und fein stachelwarzig. Die unterseitig wachsenden Telien sind schwarzbraun, früh unbedeckt und pulverig. Die goldenen bis haselnussbraunen Teliosporen sind zweizellig, generell längsseptiert, ellipsoid bis eiförmig und 23–27 × 20–24 µm groß. Ihre Stiele sind farblos bis gelblich und bis zu 70 µm lang.

## Verbreitung
Das bekannte Verbreitungsgebiet von Puccinia taiwaniana umfasst Japan, China und die Philippinen.

## Ökologie
Die Wirtspflanze von Puccinia taiwaniana ist das Süßgras Cyrtococcum patens. Der Pilz ernährt sich von den im Speichergewebe der Pflanzen vorhandenen Nährstoffen, seine Sporenlager brechen später durch die Blattoberfläche und setzen Sporen frei. Die Art verfügt über einen Entwicklungszyklus, von dem bislang lediglich Telien und Uredien sowie deren Wirt bekannt sind; Spermogonien und Aecien konnten dem Pilz nicht zugeordnet werden.